# Selymestönkű pókhálósgomba
A selymestönkű pókhálósgomba (Cortinarus turmalis) a pókhálósgombafélék családjába tartozó, Európa és Észak-Amerika fenyveseiben és lomberdeiben honos, ehető gombafaj.

## Megjelenése
A selymestönkű pókhálósgomba kalapja 4-12 cm széles, fiatalon félgömb alakú, széle begöngyölt, később domborúan, idősen laposan kiterül, közepén néha széles púppal. Felszíne fiatalon vagy nedvesen tapadós, szárazon selymes. Színe eleinte halvány sárgásbarna vagy barna, a szélén selymes, fehéres burokmaradványok lehetnek; idősen rozsdabarna, néha fakóbb foltokkal. 
Húsa kemény, fehér színű. Szaga gyenge, dohos, lábszagú, kellemetlen lehet; íze nem jellegzetes. Kálium-hidroxiddal nem ad színreakciót.
Sűrű lemezei tönkhöz nőttek. Színük fiatalon halványszürkés, később halvány okkeres, éretten rozsdabarnás. A fiatal lemezeket dús, fehér, pókhálószerű kortina védi. 
Tönkje 5-10 cm magas és 1-1,5 cm vastag. Alakja hengeres, néha a töve enyhén, gumósan megvastagszik. Színe fehér. Felszínéhez fehér (később okkeres) kortinaszálak tapadhatnak. A tövéhez csatlakozó fehér micélium idővel lilásrózsaszínesre színeződhet.
Spórpora rozsdabarna. Spórája keskeny mandula formájú, felszíne majdnem sima, mérete 7-9 x 3,5-4,5 µm.

### Hasonló fajok
A gyapjastönkű pókhálósgomba, a ligeti pókhálósgomba, a zsemlebarna pókhálósgomba, a díszes pókhálósgomba, esetleg a mérgező kénsárga pókhálósgomba hasonlíthat hozzá.

## Elterjedése és termőhelye
Európában és Észak-Amerikában honos. Magyarországon ritka.
Fenyvesekben, ritkábban lomberdőkben (főleg bükk alatt) található meg. Szeptembertől novemberig terem.
Ehető, de néha kellemetlen szagú gomba.  

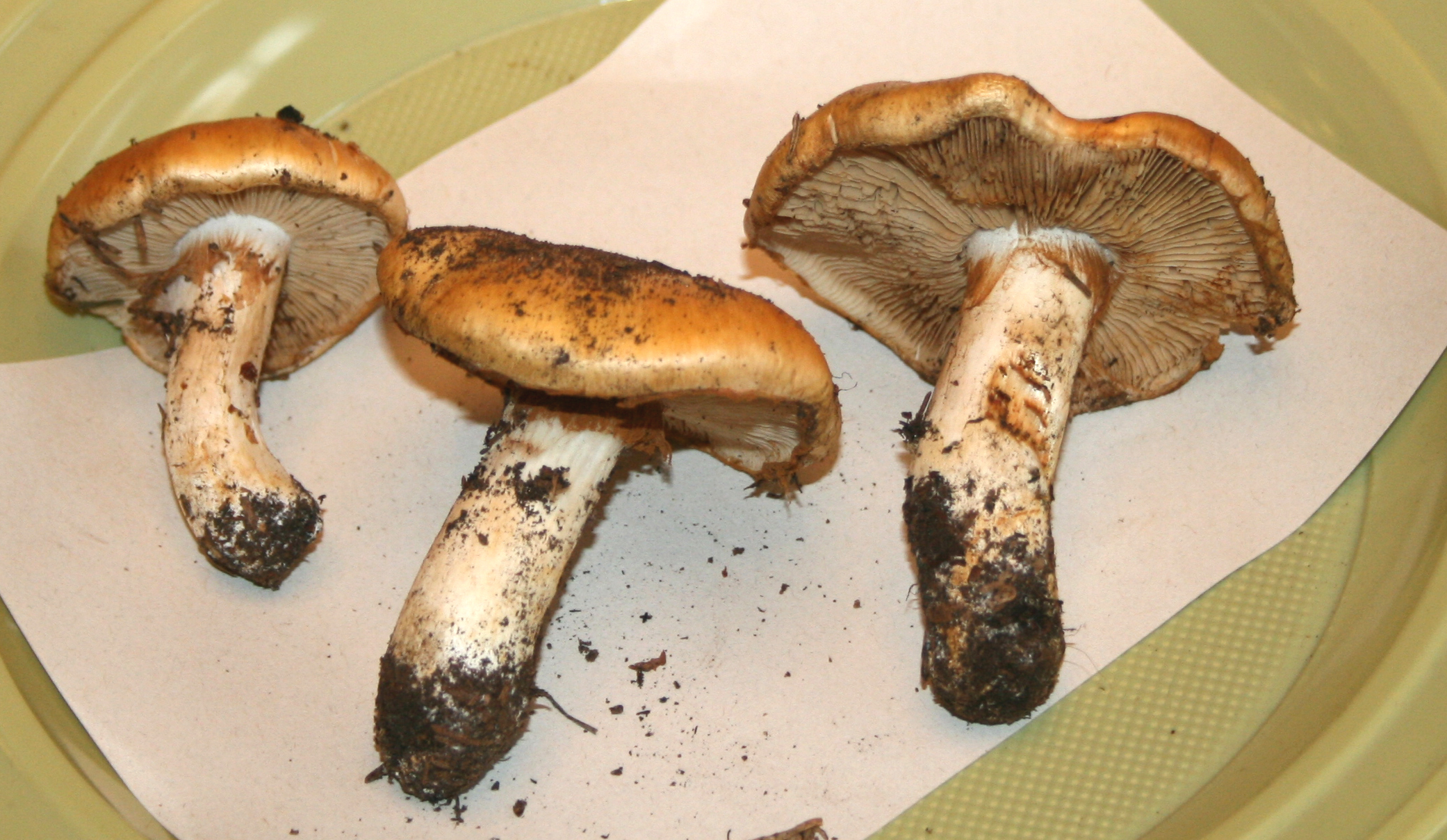
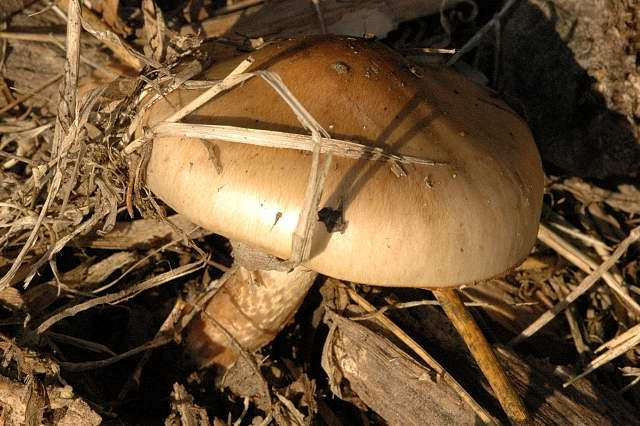
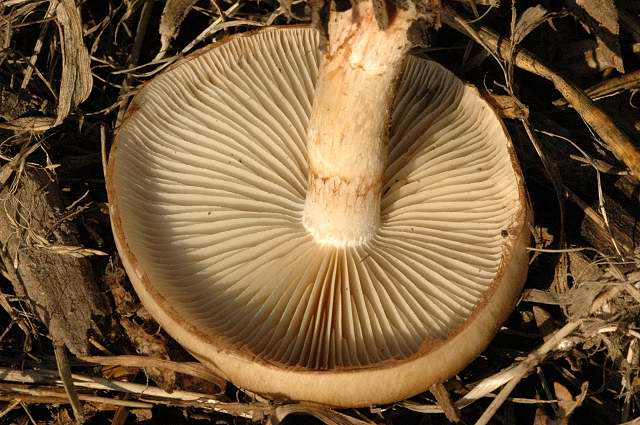